# Икономически балон
Икономически балон (понякога наричан и спекулативен балон, финансов балон или спекулативна мания) е търговия с активи на цена, или в ценови диапазон, който значително превишава истинската стойност (intrinsic value) на актива. Това може също да бъде ситуацията, в която цените на актива се прогнозират въз основа на неправдоподобна или противоречива прогноза на бъдещето. Първият икономически балон е свързан с манията по лалета от холандския Златен век (средата на 1630-те години). В днешно време се счита за периодично повтаряща се характерна черта в историята на съвременната икономика.
Тъй като на реалните пазари много често е трудно цените да се придържат към истинските стойности, балоните се разпознават окончателно само в ретроспекция, след като настъпи рязко спадане на цените, наречено крах или спукване на балона. Както фазата на надуване ("бум"), така и фазата на крах са примери за механизъм на положителна обратна връзка, за разлика от отрицателна обратна връзка – механизмът, който определя равновесието на цените при нормални пазарни условия. Цените при икономическия балон могат да варират хаотично в резултат на спекулации и става невъзможно да бъдат предсказани само от търсенето и предлагането.

## История и произход на термина
Терминът „балон“ се заражда във връзка с финансовата криза, настъпила през 1711 – 1720 г. в резултат на търговия с акции на британската Компания на южните морета (South Sea Company) и първоначално означава самата компания и изкуствено надутите цени на нейните акции, а не самата криза. Това е една от исторически първите финансови кризи; докато други подобни епизоди са наричани „мания“, като холандската мания по лалета. Метафората подсказва, че цените на акциите са надценени и нестабилни, увеличават се на базата на нереални основания (въздух), и има риск от внезапен срив, както всъщност се случва.
Някои по-късни коментатори разширяват метафората, за да подчертаят внезапността, и твърдят, че икономическите балони „се пръсват всички наведнъж, като сапунени мехурчета“. В противоположност на това, съвременните теории на финансовите кризи, като дълг-дефлация (икономическите рецесии се дължат на повишаване на стойността на дълга поради дефлация) и хипотезата за финансова нестабилност утвърждават, че балоните се пукат постепенно, като първи се сриват най-уязвимите активи, а след това крахът се разпространява в цялата икономика.